# Sialis
Sialis is een geslacht uit de familie Sialidae, die tot de orde grootvleugeligen (Megaloptera) behoort.

## Kenmerken
Dit geslacht heeft een donker lichaam met rookbruine, donkergeaderde vleugels, lange antennen en een vierkante kop.

## Verspreiding en leefgebied
Dit geslacht komt algemeen voor op het noordelijk halfrond. In Europa komen tien soorten voor waarvan vier in Midden Europa. De meest voorkomende soort in Midden-Europa is Sialis lutaria, die vooral voorkomt in stilstaand en langzaam stromend water. Sialis fuliginosa daarentegen geeft de voorkeur aan stromend water met een relatief goede waterkwaliteit. Veel zeldzamer is Sialis nigripes, die waarschijnlijk alleen in grote waterloopsystemen kan leven. Tot nu toe is Sialis sordida slechts één keer gevonden in de benedenloop van de Isar.

## Levenswijze
Imago's zijn in Midden-Europa van mei tot juni te vinden op de oevervegetatie, ze leven maar kort.
De vrouwtjes leggen tot 2000 eieren in groepen van ongeveer 200 op de oevervegetatie van verschillende soorten waterlichamen. De larven die eruit komen vallen in het water. Ze leven aanvankelijk in het water, later begraven in de modder en zijn te vinden tot een diepte van 18 meter. De larven voeden zich met insectenlarven, wormen en kleine mosselen. Ze hebben meestal twee jaar nodig voor hun ontwikkeling, overwinteren beide keren als larve en doorlopen 10 larvale stadia. De verpopping vindt ondergronds aan de oever plaats. De pop graaft naar de oppervlakte voordat het imago uitkomt.

## Soorten
- Sialis abchasica Vshivkova, 1985
- Sialis aequalis Banks, 1920
- Sialis americana (Rambur, 1842)
- Sialis annae Vshivkova, 1979
- Sialis arvalis Ross, 1937
- Sialis atra Navás, 1928
- Sialis bifida Hayashi & Suda, 1997
- Sialis bilineata Say, 1823
- Sialis bilobata Whiting, 1991
- Sialis bizonata Matsumura, 1918
- Sialis californica Banks, 1920
- Sialis concava Banks, 1897
- Sialis contigua Flint, 1964
- Sialis cornuta Ross, 1937
- Sialis didyma Navás, 1917
- Sialis dorochovae Vshivkova, 1985
- Sialis dorsata Say, 1823
- Sialis dreisbachi Flint, 1964
- Sialis elegans X.-y. Liu & D. Yang, 2006
- Sialis fuliginosa F. Pictet, 1836
- Sialis fumosa Navás, 1915
- Sialis glabella Ross, 1937
- Sialis gonzalezi Vshivkova, 1985
- Sialis hamata Ross, 1937
- Sialis hasta Ross, 1937
- Sialis imbecilla Say, 1823
- Sialis immarginata Say, 1823
- Sialis infumata Newman, 1838
- Sialis iola Ross, 1937
- Sialis itasca Ross, 1937
- Sialis japonica van der Weele, 1909
- Sialis jianfengensis D. Yang et al., 2002
- Sialis joppa Ross, 1937
- Sialis klingstedti Vshivkova, 1985
- Sialis kunmingensis X.-y. Liu & D. Yang, 2006
- Sialis levanidovae Vshivkova, 1980
- Sialis longidens Klingstedt, 1932
- Sialis martynovae Vshivkova, 1980
- Sialis melania Nakahara, 1915
- Sialis mohri Ross, 1937
- Sialis morio Klingstedt, 1933
- Sialis morrisoni K. Davis, 1903
- Sialis nevadensis K. Davis, 1903
- Sialis nigripes E. Pictet, 1865
- Sialis nina Townsend, 1939
- Sialis occidens Ross, 1937
- Sialis rotunda Banks, 1920
- Sialis sibirica McLachlan, 1872
- Sialis sinensis Banks, 1940
- Sialis sordida Klingstedt, 1933
- Sialis spangleri Flint, 1964
- Sialis vagans Ross, 1937
- Sialis vanderweelei U. Aspöck & H. Aspöck, 1983
- Sialis velata Ross, 1937
- Sialis versicoloris X.-y. Liu & D. Yang, 2006
- Sialis yamatoensis Hayashi & Suda, 1995
- Sialis zhiltzovae Vshivkova, 1985